# Accidente minero en Fígols
El accidente minero de Fígols sucedió por una explosión de grisú el 3 de noviembre de 1975 en la mina de lignito llamada La Consolación, que tenía galerías que llegaban hasta los 1 000 m de profundidad. Murieron 30 mineros (25 en el acto) y cinco quedaron heridos muy graves y fueron atendidos en el Centro Hospitalario de Manresa. Fue el accidente minero más grave en España sucedido en los cincuenta años anteriores. Alrededor de 6 000 personas acudieron a los funerales de los mineros.
Las minas de carbón de Fígols eran propiedad de la empresa Carbones de Berga SA. En el auto de procesamiento judicial que se hizo en 1976 contra cuatro cargos directivos de la empresa, el director de la mina, dos ingenieros y un facultativo de minas, se consideró fuera de toda duda la incidencia del circuito de ventilación en el accidente.
Las causas de este accidente no quedaron del todo claras. La deflagración ocurrió cuando los mineros encendieron la maquinaria de extracción. La mina estaba calificada oficialmente como "sin grisú". Durante ese mismo mes de noviembre se produjeron doce accidentes graves en la misma mina por contactos eléctricos y unos días antes hubo un incendio en la misma galería de la mina pero, en este caso, sin víctimas.
Estos hechos ocurrieron durante la agonía del dictador Francisco Franco, en el mismo día que le hicieron la última operación, por lo que la noticia quedó oscurecida por la de la muerte del dictador, acaecida tan sólo 17 días después.
El mismo día se trasladaron al lugar del accidente varias personalidades como el gobernador civil de Barcelona, Rodolfo Martín Villa, el presidente de la Diputación Provincial de Barcelona, Juan Antonio Samaranch y el ministro de Industria, Alfonso Álvarez Miranda. Además, los entonces príncipes de España, Juan Carlos y Sofía, enviaron un telegrama de pésame.